# Plombières-les-Bains
Plombières-les-Bains – miejscowość i gmina we Francji, w regionie Grand Est, w departamencie Wogezy.
Według danych na rok 1990 gminę zamieszkiwały 2 084 osoby, a gęstość zaludnienia wynosiła 77 osób/km² (wśród 2335 gmin Lotaryngii Plombières-les-Bains plasuje się na 204. miejscu pod względem liczby ludności, natomiast pod względem powierzchni na miejscu 85.).
W roku 1840 w miejscowości przebywał przez kilka miesięcy polski poeta romantyczny, Józef Bohdan Zaleski. 